# Прейман, Сергей Робертович

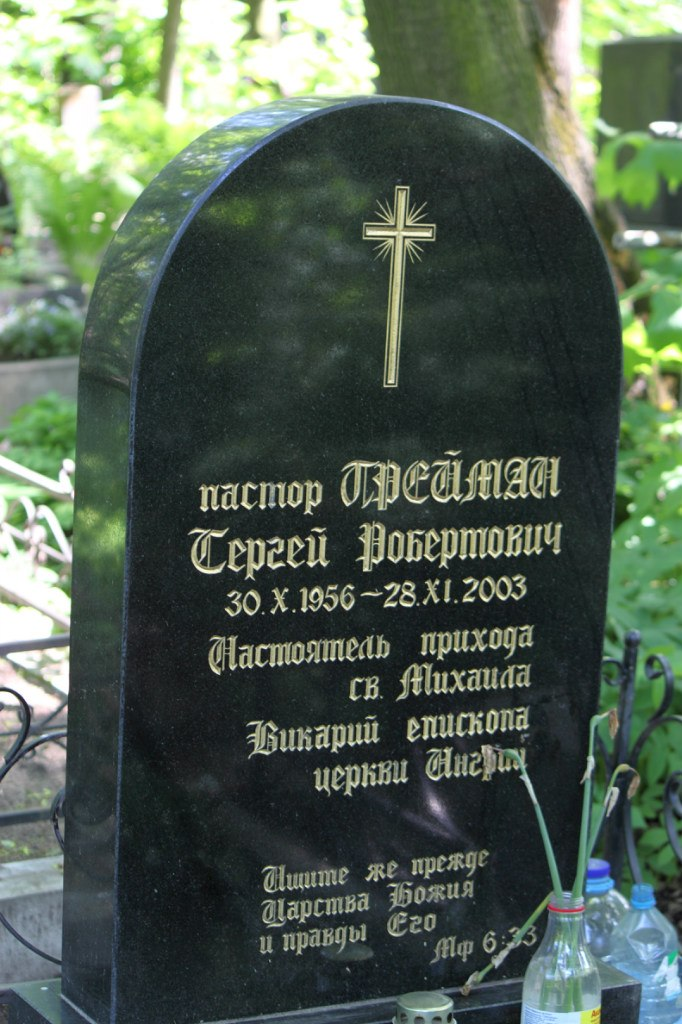
Захоронение пастора Сергея Преймана на Лютеранском кладбище в Санкт-Петербурге

Серге́й Ро́бертович Пре́йман (30 ноября 1956, Чихачёво, Псковская обл. — 28 ноября 2003, Санкт-Петербург) — лютеранский проповедник и настоятель лютеранской церкви святого Михаила в Санкт-Петербурге, пробст Русскоязычного пробства Евангелическо-лютеранской церкви Ингрии на территории России.
Предки Сергея Преймана были крепостными крестьянами из Эстляндии, переведенными под Санкт-Петербург еще в начале XIX века. Сергей был верующим с детства и не скрывал своих взглядов. Не получив высшего образования, работал токарем, кузнецом и докером.
Изучал теологию в Риге. Входил в движение Йозефа Баронаса по евангелизации русского населения.
8 октября 1993 рукоположён в пасторы, после чего возглавил приход святого Михаила. С 15 февраля 1996 по 1 января 2002 — викарий епископа Церкви Ингрии Арри Кугаппи. Оставил должность викария, чтобы уделять больше времени нуждам растущей общины. По поручению руководства Церкви Ингрии неоднократно представлял её в рамках международных и межцерковных контактов. Был заместителем председателя Христианского межцерковного диаконического совета (ХМДС).
Получил известность вследствие своих попыток обратить евреев в христианство, чем вызвал возмущение еврейской общественности. В самой Церкви Ингрии Прейман слыл сторонником высокоцерковной (фило-католической) традиции. Прейман неоднократно выступал на межконфессиональной радиостанции «Теос»